# SSH Student Housing
SSH Student Housing (voorheen Stichting Studentenhuisvesting en oorspronkelijk Stichting Sociale Huisvesting) is een woningcorporatie in de Nederlandse steden Amersfoort, Groningen, Rotterdam, Zeist, Bunnik, Tilburg, Utrecht en Zwolle. SSH heeft ongeveer 19.000 woningen voor jongeren en studenten.
De SSH werd oorspronkelijk in Utrecht opgericht in 1956 voor de studenten van de Universiteit Utrecht en de Hogeschool Utrecht. In andere studentensteden werden in die tijd ook vestigingen van de SSH opgericht. Begin 21e eeuw opende de Utrechtse vestiging van de SSH ook vestigingen in diverse andere steden en werden ook internationale studenten toegelaten.  
De vestiging in Groningen werd rond dezelfde tijd opgericht, maar fuseerde in 2001 tot In en werd vervolgens in 2009 onderdeel van Lefier, om in 2015 weer onderdeel te worden van SSH Student Housing.
De SSH werkt in de meeste gevallen met een hospiteersysteem (coöptatie). Degene met de langste inschrijfduur kan hospiteren. 
De belangen van SSH-huurders worden behartigd door de vereniging Bewonersoverleg Koepel SSH, afgekort BoKS. SSH is aangesloten bij het samenwerkingsverband van studentenhuisvesters in Nederland, Kences. 

## Complexen

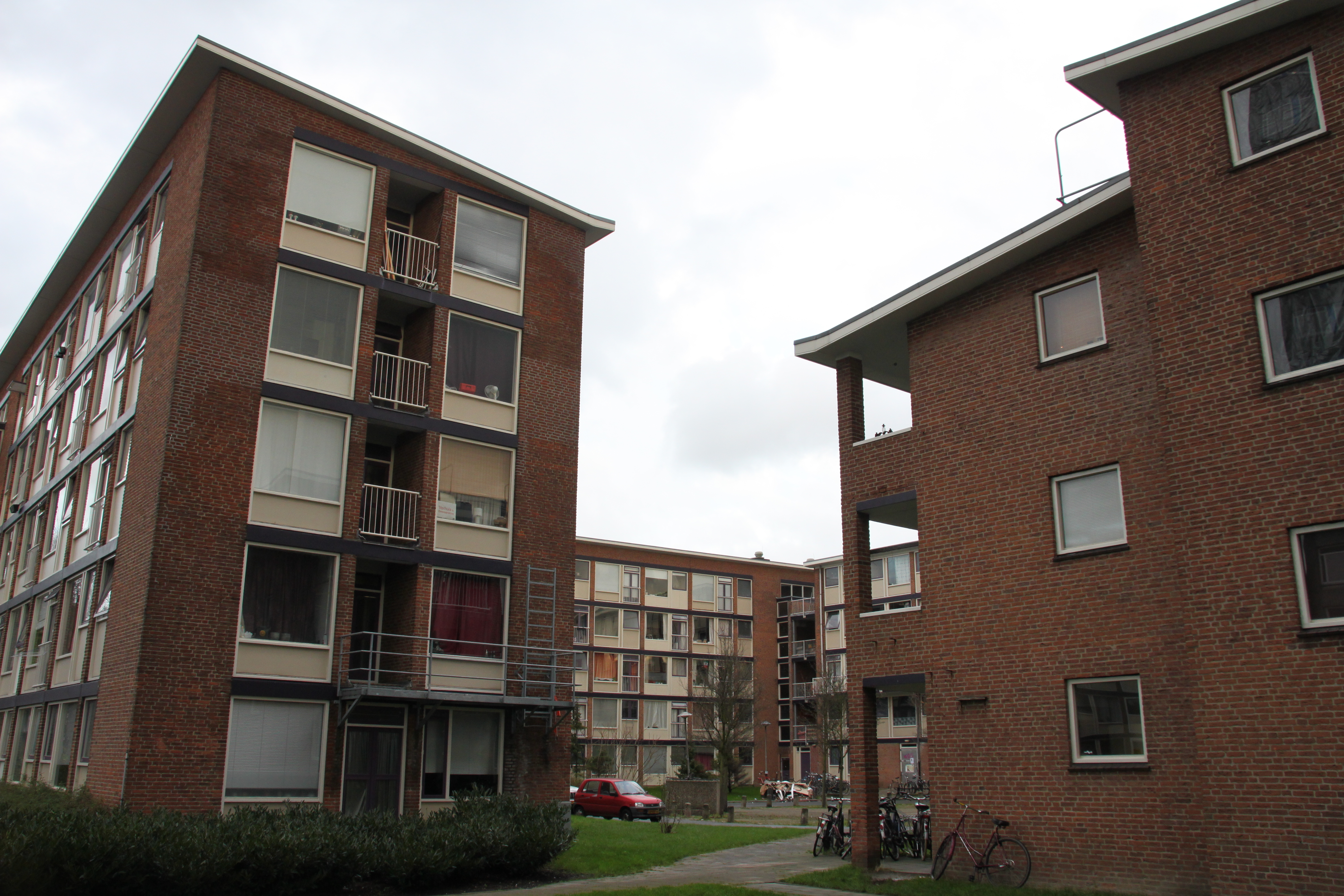
Laagbouw van het IBB studentencomplex

### Utrecht
- De Bisschoppen, op Utrecht Science Park, 552 kamers
- Casa Confetti, op Utrecht Science Park, 377 kamers
- Cambridgelaan, op Utrecht Science Park, 1000 kamers
- City Campus MAX, in Transwijk, 166 appartementen
- De Kaap, Utrecht Overvecht, 52 kamers
- De Opaal, in Utrecht Oost, 200 kamers
- De Warande, in Zeist, 800 kamers
- De Sterren, in Rijnsweerd, 690 kamers
- Enny Vredelaan, 166 kamers
- IBB aan de Ina Boudier-Bakkerlaan, 1300 kamers
- Johanna, op Utrecht Science Park, 655 kamers en woningen
- Mammoet, Utrecht Oost, 318 kamers
- PAX, in Transwijk, 69 appartementen
- Tuindorp-West Complex, 1250 kamers
- Tilia, Betula, Catalpa, Nyssa, Robinia, Castanea, in Utrecht Oost, 244 appartementen
- Zevenwouden, in Lunetten, 52 kamers

Ook zijn er enkele andere leegstaande gebouwen in gebruik voor studentenhuisvesting. Verder hebben ze tal van doorstroompanden zoals Vletweide in Bunnik en veel kamers in het centrum van Utrecht, in zogenaamde stadspanden. De SSH verzorgt ook de plaatsing van studenten in complexen in beheer van andere corporaties, zoals in Lunetten.

### Zwolle
- Het Talentenplein in Diezerpoort
- Hortensiastraat, in Assendorp, 44 kamers
- Leliestraat, in Assendorp, 145 kamers
- Piet Heynstraat, Wipstrik, 24 kamers
- Rijnlaan, Aa-landen, 62 kamers
- The Hive, Hanzeland, 96 kamers
- Vechtstraat, Diezerpoort, 16 kamers
- Jupiterstraat, Dieze-Oost, 8 kamers
- Langenholterweg, Dieze-Centrum, 14 kamers
- Van der Laenstraat, Assendorp, 8 kamers
- Vondelkade, Wipstrik, 11 kamers

### Rotterdam
- 't Leidsche Veem, Kop van Zuid, 164 kamers en 117 studio's
- Caland 2, Scheepvaartkwartier, 135 kamers en 40 studio's
- d'Blaauwe Molen, Kralingen, 162 kamers en 72 studio's
- Overhoningen, Kralingen, 52 kamers
- Pand de Vries, Kralingen, 18 kamers en 2 appartementen
- Hatta, Campus Woudestein, 338 kamers (alleen voor short-stay) en 34 studio's

### Tilburg
- TalentSquare, Spoorzone, 705 kamers en woningen
- Trouwhof, Oud-Zuid, 51 appartementen

### Amersfoort
- De Remise, Zonnehof, 24 kamers
- Grote Koppel, Oliemolenkwartier, 3 kamers
- Hendrik van Viandenstraat, Vermeerkwartier, 5 kamers
- Kamp 67, Amersfoort Centrum, 7 kamers
- Muurhuizen, Amersfoort Centrum, 14 kamers en 1 appartement
- Spoorstraat, Zonnehof, 34 kamers en 2 appartementen
- Sint Joseph, Amersfoort Centrum, 98 kamers en 8 zelfstandige woningen